# Batalha de Altafulla
Na Batalha de Altafulla, ocorrida em 24 de janeiro de 1812, uma Divisão do Reino da Espanha liderada por Joaquín Ibáñez Cuevas y de Valonga, Barão de Eroles, entrou em confronto com uma Divisão do Primeiro Império Francês sob o comando de David-Maurice-Joseph Mathieu de La Redorte. Acreditando enfrentar apenas um batalhão, Eroles atacou em meio a uma forte neblina e foi derrotado por 8.000 soldados franceses. A ação ocorreu durante a Guerra Peninsular, parte das Guerras Napoleônicas. A batalha foi travada perto de Altafulla, 10 km a nordeste de Tarragona, na Catalunha.
Poucos dias antes, em 18 de janeiro de 1812, a força de 4.250 homens de Eroles havia aniquilado um batalhão francês de 850 homens do 121º Regimento de Infantaria de Linha no Col de Balaguer, 11 km a sudoeste de Tarragona. Apenas o comandante francês, Jacques Mathurin Lafosse, e 22 dragões escaparam do desastre. Encorajado pela vitória, Eroles decidiu enfrentar uma força francesa seis dias depois em Altafulla e sofreu a perda de 600 a 2.000 homens. Sem se deixar abater pela derrota, Eroles repeliu a força francesa de Jean Raymond Charles Bourke quando esta o atacou em Roda de Isábena em 5 de março.

## Forças
As forças imperiais de Mathieu incluíam três batalhões do 3º Regimento de Infantaria Leve francês, um batalhão de cada um dos 18º Regimento de Infantaria Leve, 23º Regimento de Infantaria de Linha e 115º Regimento de Infantaria de Linha, dois batalhões do Regimento de Infantaria do Ducado de Nassau e duas companhias de guerrilheiros. O Barão de Eroles liderava 4.000 soldados de infantaria, 250 de cavalaria e duas peças de artilharia. Digby Smith afirmou que as perdas espanholas chegaram a 2.000 mortos, feridos e ambos os canhões, enquanto as perdas francesas foram descritas como leves. Charles Oman afirmou que as perdas espanholas somaram 600 homens e dois canhões.